# 신
신(神)은 신성하거나 성스러운 것으로 간주되는 자연적 혹은 초자연적 존재(a natural or supernatural being considered divine or sacred)이다. 신은 초자연적인 능력을 가진 절대적 존재를 말한다. 주로 종교적 신앙의 대상으로 여겨진다. 여러 신앙에서 벼락이나 홍수와 같은 거대한 자연 현상을 신이 일으키는 것으로 간주한다. 또한 신은 인간의 탄생이나 사후의 운명 등을 결정하는 존재로 여겨지기도 한다.
신은 여러 종교와 민간 신앙 등에서 숭배되며, 많은 경우 인간과 유사한 인격, 의식, 지성, 감정 등을 가진 것으로 묘사된다.

## 일신교의 신
유일신이라고도 부르며 유대교, 기독교, 그리고 이슬람교가 사용하는 경전에서는 "전지전능한 유일신이 세계를 창조했다"고 주장한다. 이들 종교에서 말하는 신에 대한 호칭으로는 대한민국의 개신교에서 하나님, 천주교와 성공회, 정교회에서는 하느님으로 부르는 신은 야훼, 여호와이다. 이슬람교에서는 알라를 사용하면서 하나님 또는 하느님으로 번역된다. 다만 고대 유대교에서는 존재하는 신과 믿는 신을 서로 구분하였고, 유대교에서는 존재하는 많은 신 가운데 단 하나의 신, 야훼를 믿었다(→단일신교).

## 다신교의 신
- 그리스 신화 및 북유럽 신화에는 초월적인 능력과 인간적인 결점을 함께 가진 수많은 신이 등장한다.
- 힌두교에서는 비슈누, 시바, 인드라 등 수많은 신이 신앙의 대상이 되고 있다. 그러나 각각의 신자가 믿는 신은 하나이다(→단일신교).
- 고대 가나안 사람들은 바알, 엘, 아세라, 아낫, 모트, 얌 등의 신을 믿고 있었는데, 이들 신들의 우두머리는 아버지 신인 엘(El)이었다. 하지만 가장 숭배되던 신은 풍요와 폭풍우(暴風雨)의 신인 바알이었다. 왜냐하면 농업에 종사하던 가나안 인들은 바알을 잘 섬겨야 풍요와 폭풍우를 관장하는 바알이 풍요를 준다고 믿었기 때문이다. 즉, 생존을 위해 바알을 자연스럽게 믿었다.

## 동아시아의 신
- 한국인을 비롯한 동아시아의 여러 민족들은 산, 강, 마을터, 나무 등에도 주관하는 신(神)이 있다고 여겼으며, 이들에 대한 제를 지내기도 한다.
- 한국의 민간신앙에는 조왕신(竈王神, 부뚜막신)을 숭배하는 신앙이 있다. 조왕신 신앙은 부엌신을 믿는 신앙으로 아침에 일찍 일어나서 아궁이에 불을 때면 연기를 타고 가서 복을 받아온다고 믿은 것이다. 즉, 아침에 일찍 일어나서 하루를 시작하는 부지런함을 조왕신 신앙으로 장려한 것이다.[4]
- 사람이 죽은 뒤에는 살아있는 이들에게 복을 주거나 해를 끼칠 수 있는 귀신이 된다고 믿었고, 그 중에서도 특히 집안의 조상에게 예를 갖춰 제사를 지냈다. 사기에 따르면, 삼황의 시대에도 귀신에 대한 예를 갖추었으며, 유적으로는, 신석기 중기에 해당되는 제기가 발굴되었다.
- 사람이 쓰던 물건에 신이 있어서 도깨비가 되거나, 짐승이 사람이 되어 사람에 해를 끼치거나 도움을 주는 이야기가 민간에 전해진다.

## 철학에서의 신
동양철학에서는 신은 중요한 철학 주제가 아니었다. 동양철학에서는 윤리학과 정치철학 및 형이상학이 주류를 이루었던 반면, 서양에서는 윤리학, 형이상학 등에 못지않게 신에 관한 문제는 매우 중요했다. 특히 중세시대에는 신, 그 중에서도 기독교의 신에 대한 철학적 문제를 제기했으며, 대표적으로 아우구스티누스와 토마스 아퀴나스 등이 있다. 이들은 특히 신의 존재를 증명하는 데 힘썼으며, 근대사회에까지 존재론적 증명, 우주론적 증명 등 다양한 증명을 내세웠다. 그러나 칸트가 《순수이성비판》을 출판하여 신의 존재 및 다양한 형이상학적인 것들 -영혼 따위- 을 증명하는 것은 불가능함을 내세웠으며, 도덕법칙을 실현하는 데에 신의 존재를 요청했다. 현대철학에서도 신의 존재는 증명할 수 없다는 주장이 일반적이다.
철학에서 다루는 신에 대한 것으로는 “신 없이도 도덕이 가능한가?”라는 것이있다. 일반적으로 신을 믿는 사람은 그 종교에서 요구하는 도덕적 명령을 따르거나, 따르려고 애쓴다. 따라서 예전부터 이러한 신과 종교가 도덕을 가능하게 한다는 주장이 있었다. 이에 대해 다양한 주장이 있으며 “신이 도덕을 명령하기 때문에 도덕을 따라야 하는가, 아니면 그 도덕이 선한 것이기 때문에 따라야 하는가?”와 같은 반박도 있다.

## 신의 존재에 관한 생각
리처드 도킨스는 신의 존재 여부에 대해 인간의 생각을 대략적으로 다음과 같이 분류하였다.
1. 강한 유신론자. 신의 존재를 100% 확신. 카를 융의 말을 빌리면 "나는 믿는 것이 아니라 아는 것이다."
2. 사실상 유신론자. 확률이 아주 높지만 100% 확신하진 않음. "나는 확실히 알 수 없지만, 신을 굳게 믿으며 신이 있다는 가정 하에 산다."
3. 기술적으로 불가지론자이나, 유신론쪽에 가까움. 존재 확률이 50%보다 높으나 아주 높진 않음. "확신하지는 못하지만 신이 있다고 믿고 싶다"
4. 철저한 불가지론자. 존재 확률 정확히 50%. 있을 가능성과 없을 가능성이 동일.
5. 기술적으로 불가지론자이나, 무신론쪽에 가까움. 존재 확률이 50%보다 낮지만 그리 낮지는 않음. "신이 존재하는지는 모르겠지만 어쨌든 그 존재에 회의적"
6. 사실상 무신론자. 아주 낮은 확률이나, 0은 아님. "확실히 알 수는 없으나 신이 있을 것 같지 않고, 신이 없다는 가정 하에 산다."
7. 강한 무신론자. "융이 신이 있다는 것을 '안다'고 확신한 것만큼 나는 신이 없다는 것을 안다."

## 신을 소재로 한 작품

### PC 게임
- 블랙 & 화이트 2
- 블랙 & 화이트

### 서적
- 베르나르 베르베르 저. 이세욱 역. 《신》. 열린책들. 2011년. ISBN 9788932915241
- 프레데릭 르누아르·마리 드뤼케르 저. 양영란 역. 《신의 탄생》. 김영사. 2014년. ISBN 9788934969600

## 같이 보기
- 무당
- 여신학
- GOD
- 유대교의 신
- 기독교의 하나님